# المغازة العامة

شعار شركة المغازة العامة

المغازة العامة، إحدى أهم شركات المساحات التجارية الكبرى في تونس. ترجع بدايات الشركة إلى 1925 زمن الحماية الفرنسية ثم أصبحت بعد الاستقلال فرعا للشركة التونسية لصناعة الحليب الحكومية التي انفصلت عليها عام 1986. في سبتمبر 2007 وقع التفريط في مساهمة الدولة البالغة 76,31% لصالح مجموعتي بولينا والبياحي في صفقة بلغت 70 مليون دينار. و إشترت شركة باطام بعد إفلاسها لتسهيل امتلاك نقود أوفر. تهيمن الشركة مع سلسلتي كارفور (التابعة لمجموعة الشايبي) ومونوبري (التابعة لمجموعة المبروك) على قطاع التجزئة الغذائية في المساحات التجارية الكبرى في تونس، وقد بلغت حصتها من السوق عام 2010 35% مقابل 32% لجيان-مونوبري و31% لكارفور. في نوفمبر 2008 اشترت الشركة حصة الأغلبية في «بروموغرو» المتخصصة في البيع بشبه الجملة، وفي مارس 2012 اعلنت مجموعة أوشان الفرنسية دخولها في رأسمال الشركة العامة في حدود 10%. بلغت ايرادات الشركة عام 2011 530.1 مليون دينار تونس وخسائرها 23 مليون دينار. مدرجة في بورصة تونس منذ نوفمبر 1999.
يقع مقر الشركة التي تشغل 1720 شخصا في شارع فرنسا  وسط العاصمة التونسية.